# VSK-94
VSK-94 (tiếng Nga:ВСК-94, Войсковой Снайперский Комплекс) là loại súng bắn tỉa hãm thanh sử dụng loại đạn 9x39mm được phát triển bởi Cục thiết kế công cụ KBP của Nga như một mẫu thay thế với chi phí thấp cho loại súng VSS Vintorez. Loại súng này được phát triển từ khẩu 9A-91. Các khẩu VSK-94 được thiết kế để có thể tấn công một cách chính xác mục tiêu trong phạm vi 400m. VSK-94 được trang bị và sử dụng một cách giới hạn trong các lực lượng thực thi pháp luật ở Nga.

## Thiết kế
VSK-94 sử dụng hệ cơ chế nạp đạn bằng khí nén với hệ thống thống trích khí của 9A-91 cùng với thoi nạp đạn xoay. Các bộ phận của súng được làm bằng các thép ép. Khung báng súng, tay cầm và tay cầm cò súng bằng nhựa tổng hợp.
VSK-94 được trang bị ống nhắm PSO-1 4X cũng như hệ thống ngắm bằng điểm ruồi tiêu chuẩn của khẩu 9A-91.
Nòng là một ống hãm thanh cũng như chống chớp sáng khi bắn. Loại súng này có hai chế độ bắn là từng viên và tự động với nút chọn chế độ bắn cũng như khóa an toàn nằm ở phía trên cò súng. Nó có thể tháo ra thành nhiều phần để dễ bảo trì và vận chuyển.
Súng sử dụng loại đạn 9x39mm bao gồm luôn cả loại đạn PAB-9 xuyên giáp cũng như các loại đạn tiêu chuẩn SP-5 và SP-6 cùng hộp đạn có thể chứa 20 viên.